# Schweizer Parlamentswahlen 1899/Resultate Nationalratswahlen

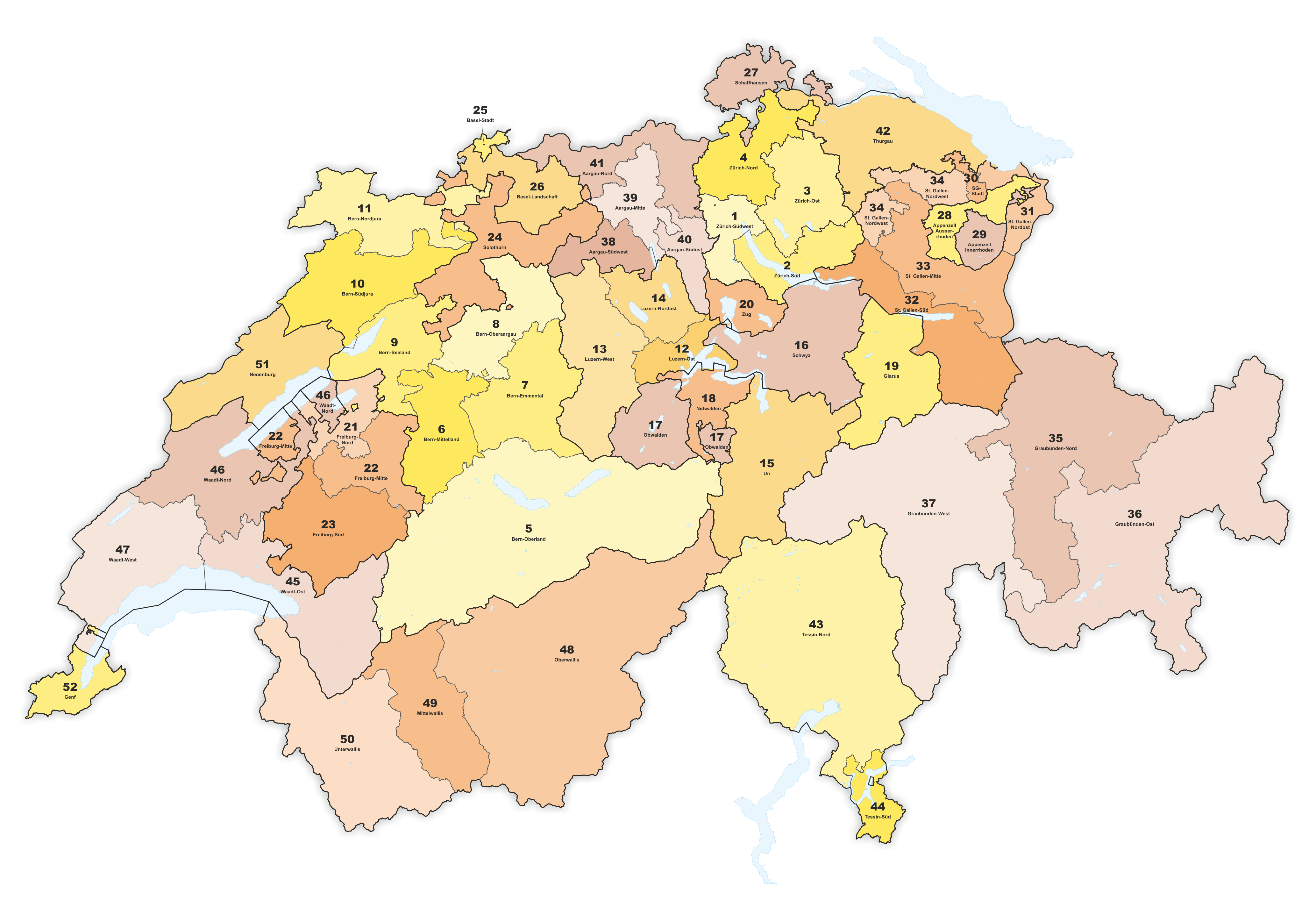
Nationalratswahlkreise von 1890 bis 1902

Die Nationalratswahlen der 18. Legislaturperiode fanden am 29. Oktober 1899 statt. Neu zu besetzen waren 147 Sitze im schweizerischen Nationalrat. Auf dieser Seite findet sich eine Übersicht über die detaillierten Resultate in den Kantonen.

## Erklärungen
Wie bei allen Wahlen vor der Einführung des heute üblichen Proporzwahlrechts im Jahr 1919 gelangte das Majorzwahlrecht zur Anwendung. Das Land war zu diesem Zweck in 52 unterschiedlich grosse Nationalratswahlkreise unterteilt, in denen ein bis sechs Sitze zu vergeben waren. Angewendet wurde die so genannte romanische Mehrheitswahl, bei der ein Kandidat die absolute Mehrheit der abgegebenen Stimmen benötigte, um gewählt zu werden. Jeder Wähler hatte so viele Stimmen, wie Sitze zu vergeben waren. In einzelnen Wahlkreisen waren bis zu drei Wahlgänge notwendig.
- Wahlkreis: Die Wahlkreise waren fortlaufend nummeriert, geordnet nach der Reihenfolge der Kantone in der schweizerischen Bundesverfassung. Aufgrund der wechselnden Anzahl Wahlkreise im Laufe der Jahre erhielten manche mehrmals eine neue Nummer. Deshalb besitzen die weiterführenden Artikel ein Lemma mit einer inoffiziellen geographischen Bezeichnung.
- Gewählte Kandidaten sind fett markiert, nicht gewählte Kandidaten sind kursiv markiert

## Parteien
Eine Zuordnung von Kandidaten zu Parteien und politischen Gruppierungen ist (mit Ausnahme der Freisinnigen und Sozialdemokraten) nur bedingt möglich, da sie nicht auf offiziellen Parteilisten kandidierten. Der politischen Wirklichkeit des späten 19. Jahrhunderts entsprechend kann man eher von Parteiströmungen oder -richtungen sprechen. Die verwendeten Parteibezeichnungen sind daher eine ideologische Einschätzung.
- FDP = Freisinnig-Demokratische Partei
- LM = Liberale Mitte (Liberale, Mitte, Liberaldemokraten)
- KK = Katholisch-Konservative
- ER = Evangelische Rechte (evangelische/reformierte Konservative)
- DL = Demokratische Linke (sozialpolitische Gruppe, Demokraten)
- SP = Sozialdemokratische Partei
- BAB = Bauern- und Arbeiterbund (zur SP-Fraktion gehörend)
- BVP = Bernische Volkspartei

## Ergebnisse der Nationalratswahlen

### Kanton Aargau (10 Sitze)
| Wahlkreis | Sitze | Datum            | Wahlbe- rechtigte | Anzahl Wählende | Wahlbe- teiligung | Gewählte und Nichtgewählte                                      | Partei       | Stimmen                     | Anteil                      |
| --------- | ----- | ---------------- | ----------------- | --------------- | ----------------- | --------------------------------------------------------------- | ------------ | --------------------------- | --------------------------- |
| Nr. 38    | 3     | 29. Oktober 1899 | 11 217            | 9 310           | 83,0 %            | Arnold Künzli Erwin Kurz Jakob Lüthy                            | FDP FDP      | 07 898 07 500 07 113        | 95,2 % 90,4 % 85,7 %        |
| Nr. 39    | 3     | 29. Oktober 1899 | 11 884            | 9 839           | 82,8 %            | Conradin Zschokke Max Alphonse Erismann Hans Müri               | FDP FDP      | 07 179 07 178 07 144        | 87,3 % 87,3 % 86,9 %        |
| Nr. 40    | 1     | 29. Oktober 1899 | 5 887             | 4 185           | 71,1 %            | Jakob Nietlispach                                               | KK           | 03 312                      | 91,8 %                      |
| Nr. 41    | 3     | 29. Oktober 1899 | 15 498            | 13 140          | 84,8 %            | Albert Ursprung Emil Albert Baldinger Josef Jäger Alfred Wyrsch | LM LM FDP KK | 11 570 11 529 06 688 05 164 | 93,4 % 93,0 % 54,0 % 41,6 % |

### Kanton Appenzell Ausserrhoden (3 Sitze)
| Wahlkreis | Sitze | Datum            | Wahlbe- rechtigte | Anzahl Wählende | Wahlbe- teiligung | Gewählte und Nichtgewählte                                               | Partei     | Stimmen                 | Anteil                      |
| --------- | ----- | ---------------- | ----------------- | --------------- | ----------------- | ------------------------------------------------------------------------ | ---------- | ----------------------- | --------------------------- |
| Nr. 28    | 3     | 29. Oktober 1899 | 12 623            | 8 624           | 68,3 %            | Johann Konrad Eisenhut Johann Jakob Sonderegger Jakob Konrad Lutz Tobler | FDP FDP SP | 7 124 6 867 5 844 1 689 | 89,2 % 86,0 % 73,2 % 21,1 % |

### Kanton Appenzell Innerrhoden (1 Sitz)
| Wahlkreis | Sitze | Datum            | Wahlbe- rechtigte | Anzahl Wählende | Wahlbe- teiligung | Gewählte und Nichtgewählte                                         | Partei | Stimmen           | Anteil               |
| --------- | ----- | ---------------- | ----------------- | --------------- | ----------------- | ------------------------------------------------------------------ | ------ | ----------------- | -------------------- |
| Nr. 29    | 1     | 29. Oktober 1899 | 2 948             | 2 350           | 79,7 %            | Karl Justin Sonderegger Adolf Steuble Johann Baptist Edmund Dähler | LM KK  | 1 595 0 274 0 194 | 73,3 % 12,6 % 08,9 % |

### Kanton Basel-Landschaft (3 Sitze)
| Wahlkreis | Sitze | Datum            | Wahlbe- rechtigte | Anzahl Wählende | Wahlbe- teiligung | Gewählte und Nichtgewählte                                 | Partei          | Stimmen                 | Anteil                      |
| --------- | ----- | ---------------- | ----------------- | --------------- | ----------------- | ---------------------------------------------------------- | --------------- | ----------------------- | --------------------------- |
| Nr. 26    | 3     | 29. Oktober 1899 | 13 734            | 5 967           | 43,5 %            | Jakob Buser Johannes Suter Stephan Gschwind Gustav Rebmann | FDP FDP BAB FDP | 5 215 5 049 3 215 1 518 | 89,8 % 87,0 % 55,4 % 26,1 % |

### Kanton Basel-Stadt (4 Sitze)
| Wahlkreis | Sitze | Datum                           | Wahlbe- rechtigte | Anzahl Wählende | Wahlbe- teiligung | Gewählte und Nichtgewählte                                                                              | Partei              | Stimmen                             | Anteil                                    |
| --------- | ----- | ------------------------------- | ----------------- | --------------- | ----------------- | --- | ------------------- | ----------------------------------- | ----------------------------------------- |
| Nr. 25    | 4     | 29. Oktober 1899                | 17 453            | 8 308           | 47,6 %            | Carl Koechlin Eugen Wullschleger Isaak Iselin-Sarasin Heinrich David Rudolf Schweizer Heinrich Gautschy | LM SP LM FDP SP FDP | 4 388 4 338 3 974 3 793 2 680 2 418 | 52,9 % 52,3 % 47,9 % 45,7 % 32,3 % 29,1 % |
| Nr. 25    | 4     | 5. November 1899 (2. Wahlgang)  | 17 450            | 7 257           | 41,6 %            | Heinrich David Isaak Iselin-Sarasin Rudolf Schweizer Heinrich Gautschy                                  | FDP LM SP FDP       | 4 043 3 430 2 493 1 737             | 55,7 % 47,2 % 34,3 % 23,9 %               |
| Nr. 25    | 4     | 12. November 1899 (3. Wahlgang) | 17 450            | 5 736           | 32,9 %            | Isaak Iselin-Sarasin Rudolf Schweizer                                                                   | LM SP               | 3 439 2 246                         | 60,0 % 39,2 %                             |

### Kanton Bern (27 Sitze)
| Wahlkreis | Sitze | Datum                           | Wahlbe- rechtigte | Anzahl Wählende | Wahlbe- teiligung | Gewählte und Nichtgewählte | Partei                   | Stimmen                                                           | Anteil                                                                       |
| --------- | ----- | ------------------------------- | ----------------- | --------------- | ----------------- | --- | ------------------------ | ----------------------------------------------------------------- | ---------------------------------------------------------------------------- |
| Nr. 5     | 5     | 29. Oktober 1899                | 23 088            | 7 925           | 34,3 %            | Matthäus Zurbuchen Arnold Gottlieb Bühler Eduard Ruchti Johann Jakob Rebmann Franz Neuhaus                                                                           | FDP FDP                  | 6 905 6 747 6 593 6 562 6 321                                     | 87,1 % 85,1 % 83,1 % 82,8 % 79,7 %                                           |
| Nr. 6     | 5     | 29. Oktober 1899                | 26 368            | 11 245          | 42,5 %            | Johann Hirter Johann Jenny Edmund von Steiger Friedrich Bürgi Ernst Wyss Theodor Sourbeck Karl Moor Gustav Müller Samuel Scherz Alfred Brüstlein Nikolaus Wassilieff | FDP FDP ER FDP ER FDP SP | 7 896 7 752 7 516 7 426 4 042 4 023 2 965 2 673 2 551 2 550 2 434 | 71,8 % 70,5 % 68,3 % 67,5 % 36,7 % 36,5 % 26,9 % 24,3 % 23,2 % 23,1 % 22,1 % |
| Nr. 6     | 5     | 5. November 1899 (2. Wahlgang)  | 26 365            | 11 057          | 41,9 %            | Ernst Wyss Theodor Sourbeck Karl Moor | ER FDP SP                | 4 175 3 898 2 947                                                 | 37,3 % 35,2 % 26,6 %                                                         |
| Nr. 6     | 5     | 12. November 1899 (3. Wahlgang) | 26 382            | 10 279          | 38,9 %            | Ernst Wyss Theodor Sourbeck | ER FDP                   | 5 924 4 312                                                       | 57,6 % 41,9 %                                                                |
| Nr. 7     | 4     | 29. Oktober 1899                | 16 940            | 7 329           | 43,3 %            | Adolf Müller Fritz Bühlmann Fritz Zumstein Gottlieb Berger Gottfried Scheidegger Feller Gottfried Mosimann                                                           | FDP FDP                  | 5 362 5 114 3 091 2 509 2 220 1 186 1 063                         | 82,1 % 78,3 % 47,3 % 38,4 % 34,0 % 18,1 % 16,2 %                             |
| Nr. 7     | 4     | 5. November 1899 (2. Wahlgang)  | 16 949            | 9 185           | 54,2 %            | Fritz Zumstein Gottlieb Berger Gottfried Scheidegger | FDP FDP                  | 5 209 3 884 3 665                                                 | 56,7 % 42,2 % 39,9 %                                                         |
| Nr. 7     | 4     | 12. November 1899 (3. Wahlgang) | 16 969            | 9 873           | 58,3 %            | Gottlieb Berger Gottfried Scheidegger | FDP FDP                  | 5 376 4 439                                                       | 54,4 % 44,9 %                                                                |
| Nr. 8     | 4     | 29. Oktober 1899                | 18 573            | 8 472           | 45,6 %            | Hans Dinkelmann Emil Moser Johann Rudolf Steinhauer Gottfried Bangerter Ulrich Dürrenmatt Johann Egger Paul Brandt                                                   | FDP FDP BVP SP           | 6 848 6 780 4 928 4 824 2 581 1 812 1 188                         | 80,8 % 80,0 % 58,1 % 56,9 % 30,4 % 21,3 % 14,0 %                             |
| Nr. 9     | 4     | 29. Oktober 1899                | 17 261            | 8 765           | 50,8 %            | Eduard Bähler Jakob Freiburghaus Johannes Zimmermann Eduard Will Gottfried Reimann                                                                                   | FDP FDP SP               | 7 141 6 812 6 624 5 300 3 467                                     | 81,4 % 77,7 % 75,5 % 60,4 % 39,5 %                                           |
| Nr. 10    | 3     | 29. Oktober 1899                | 12 715            | 7 973           | 62,7 %            | Virgile Rossel Albert Gobat Albert Locher Louis Péteut Xavier Jobin Elsässer                                                                                         | FDP FDP LM KK            | 6 387 6 264 4 121 3 760 1 236 1 218                               | 80,1 % 78,5 % 51,6 % 47,1 % 15,5 % 15,2 %                                    |
| Nr. 10    | 3     | 21. Januar 1899 (2. Wahlgang)   | 12 715            | 10 250          | 80,6 %            | Albert Locher Louis Péteut | FDP LM                   | 5 310 4 940                                                       | 51,8 % 48,1 %                                                                |
| Nr. 11    | 2     | 29. Oktober 1899                | 11 228            | 5 275           | 46,9 %            | Casimir Folletête Henri Cuenat Émile Boéchat | KK FDP                   | 3 693 2 459 0 402                                                 | 70,0 % 46,6 % 07,6 %                                                         |
| Nr. 11    | 2     | 5. November 1899 (2. Wahlgang)  | 12 230            | 6 052           | 49,5 %            | Émile Boéchat Henri Cuenat | FDP FDP                  | 3 676 2 387                                                       | 60,7 % 39,4 %                                                                |

### Kanton Freiburg (6 Sitze)
| Wahlkreis | Sitze | Datum            | Wahlbe- rechtigte | Anzahl Wählende | Wahlbe- teiligung | Gewählte und Nichtgewählte                   | Partei | Stimmen     | Anteil        |
| --------- | ----- | ---------------- | ----------------- | --------------- | ----------------- | -------------------------------------------- | ------ | ----------- | ------------- |
| Nr. 21    | 2     | 29. Oktober 1899 | 9 045             | 3 802           | 42,0 %            | Henri Gaspard de Schaller Constant Dinichert | KK FDP | 3 601 3 381 | 96,1 % 90,3 % |
| Nr. 22    | 2     | 29. Oktober 1899 | 10 090            | 3 936           | 39,0 %            | Vincent Gottofrey Aloys Bossy                | KK KK  | 3 682 3 655 | 94,8 % 94,2 % |
| Nr. 23    | 2     | 29. Oktober 1899 | 10 976            | 4 303           | 39,2 %            | Louis Grand Alphonse Théraulaz               | KK KK  | 4 072 4 072 | 97,4 % 97,4 % |

### Kanton Genf (5 Sitze)
| Wahlkreis | Sitze | Datum                           | Wahlbe- rechtigte | Anzahl Wählende | Wahlbe- teiligung | Gewählte und Nichtgewählte                                                                                  | Partei               | Stimmen                                          | Anteil                                           |
| --------- | ----- | ------------------------------- | ----------------- | --------------- | ----------------- | --- | -------------------- | ------------------------------------------------ | ------------------------------------------------ |
| Nr. 52    | 5     | 29. Oktober 1899                | 23 523            | 13 007          | 55,3 %            | Alfred Vincent Marc-Eugène Ritzchel Gustave Ador Georges Favon Alexandre Triquet Édouard Odier Adolphe Gros | FDP FDP LM FDP SP LM | 12 293 12 271 12 229 07 237 06 477 05 836 05 225 | 94,7 % 94,6 % 94,2 % 55,7 % 49,9 % 44,9 % 40,2 % |
| Nr. 52    | 5     | 12. November 1899 (2. Wahlgang) | 23 677            | 13 151          | 55,5 %            | Alexandre Triquet Édouard Odier                                                                             | SP LM                | 06 481 06 416                                    | 50,1 % 49,6 %                                    |

### Kanton Glarus (2 Sitze)
| Wahlkreis | Anzahl Sitze | Datum            | Wahlbe- rechtigte | Anzahl Wählende | Wahlbe- teiligung | Gewählte und Nichtgewählte                | Partei    | Stimmen           | Anteil               |
| --------- | ------------ | ---------------- | ----------------- | --------------- | ----------------- | ----------------------------------------- | --------- | ----------------- | -------------------- |
| Nr. 19    | 2            | 29. Oktober 1899 | 8 261             | 4 604           | 55,7 %            | Eduard Blumer Rudolf Gallati Jakob Trümpy | DL FDP DL | 4 088 3 684 0 321 | 95,1 % 85,7 % 07,4 % |

### Kanton Graubünden (5 Sitze)
| Wahlkreis | Sitze | Datum            | Wahlbe- rechtigte | Anzahl Wählende | Wahlbe- teiligung | Gewählte und Nichtgewählte                         | Partei    | Stimmen           | Anteil               |
| --------- | ----- | ---------------- | ----------------- | --------------- | ----------------- | -------------------------------------------------- | --------- | ----------------- | -------------------- |
| Nr. 35    | 2     | 29. Oktober 1899 | 11 070            | 6 608           | 59,7 %            | Peter Theophil Bühler Matthäus Risch Eduard Walser | LM DL FDP | 5 564 5 388 3 068 | 87,1 % 53,0 % 48,0 % |
| Nr. 36    | 2     | 29. Oktober 1899 | 8 448             | 6 624           | 78,4 %            | Alfred von Planta Caspar Decurtins Franz Conrad    | ER KK FDP | 4 673 3 540 2 797 | 71,5 % 54,2 % 42,8 % |
| Nr. 37    | 1     | 29. Oktober 1899 | 4 330             | 2 953           | 68,2 %            | Andrea Vital Johann Töndury Thomas von Albertini   | FDP ER LM | 1 508 0 980 0 318 | 52,2 % 33,9 % 11,0 % |

### Kanton Luzern (7 Sitze)
| Wahlkreis | Sitze | Datum            | Wahlbe- rechtigte | Anzahl Wählende | Wahlbe- teiligung | Gewählte und Nichtgewählte                    | Partei  | Stimmen           | Anteil               |
| --------- | ----- | ---------------- | ----------------- | --------------- | ----------------- | --------------------------------------------- | ------- | ----------------- | -------------------- |
| Nr. 12    | 2     | 29. Oktober 1899 | 12 427            | 2 918           | 23,5 %            | Friedrich Degen Hermann Heller                | FDP FDP | 2 671 2 657       | 95,2 % 94,7 %        |
| Nr. 13    | 3     | 29. Oktober 1899 | 13 025            | 4 411           | 33,9 %            | Candid Hochstrasser Theodor Schmid Josef Erni | KK KK   | 4 186 3 913 3 912 | 96,0 % 89,7 % 89,7 % |
| Nr. 14    | 2     | 29. Oktober 1899 | 9 466             | 2 747           | 29,0 %            | Josef Anton Schobinger Dominik Fellmann       | KK KK   | 2 572 2 541       | 96,2 % 95,0 %        |

### Kanton Neuenburg (5 Sitze)
| Wahlkreis | Sitze | Datum                           | Wahlbe- rechtigte | Anzahl Wählende | Wahlbe- teiligung | Gewählte und Nichtgewählte                                                                              | Partei        | Stimmen                             | Anteil                                    |
| --------- | ----- | ------------------------------- | ----------------- | --------------- | ----------------- | --- | ------------- | ----------------------------------- | ----------------------------------------- |
| Nr. 51    | 5     | 29. Oktober 1899                | 28 808            | 14 264          | 49,5 %            | Robert Comtesse Louis-Alexandre Martin Alfred Jeanhenry Jules-Albert Piguet Jules Calame Walter Biolley | FDP FDP LM SP | 8 062 7 994 7 835 7 635 5 267 2 806 | 57,3 % 56,8 % 55,6 % 54,2 % 37,4 % 19,9 % |
| Nr. 51    | 5     | 12. November 1899 (2. Wahlgang) | 28 535            | 5 307           | 18,6 %            | Jules Calame                                                                                            | LM            | 5 095                               | 98,8 %                                    |

### Kanton Nidwalden (1 Sitz)
| Wahlkreis | Sitze | Datum            | Wahlbe- rechtigte | Anzahl Wählende | Wahlbe- teiligung | Gewählte und Nichtgewählte | Partei | Stimmen | Anteil |
| --------- | ----- | ---------------- | ----------------- | --------------- | ----------------- | -------------------------- | ------ | ------- | ------ |
| Nr. 18    | 1     | 29. Oktober 1899 | 3 071             | 1 144           | 37,3 %            | Karl Niederberger          | KK     | 982     | 89,2 % |

### Kanton Obwalden (1 Sitz)
| Wahlkreis | Anzahl Sitze | Datum            | Wahlbe- rechtigte | Anzahl Wählende | Wahlbe- teiligung | Gewählte und Nichtgewählte | Partei | Stimmen | Anteil |
| --------- | ------------ | ---------------- | ----------------- | --------------- | ----------------- | -------------------------- | ------ | ------- | ------ |
| Nr. 17    | 1            | 29. Oktober 1899 | 3 946             | 840             | 21,3 %            | Peter Anton Ming           | KK     | 765     | 92,6 % |

### Kanton Schaffhausen (2 Sitze)
| Wahlkreis | Sitze | Datum            | Wahlbe- rechtigte | Anzahl Wählende | Wahlbe- teiligung | Gewählte und Nichtgewählte                 | Partei  | Stimmen           | Anteil               |
| --------- | ----- | ---------------- | ----------------- | --------------- | ----------------- | ------------------------------------------ | ------- | ----------------- | -------------------- |
| Nr. 27    | 2     | 29. Oktober 1899 | 8 565             | 7 402           | 86,4 %            | Robert Grieshaber Wilhelm Joos Arnold Büel | FDP FDP | 4 789 4 104 0 766 | 91,7 % 78,6 % 14,6 % |

### Kanton Schwyz (3 Sitze)
| Wahlkreis | Sitze | Datum            | Wahlbe- rechtigte | Anzahl Wählende | Wahlbe- teiligung | Gewählte und Nichtgewählte                                                      | Partei    | Stimmen                 | Anteil                      |
| --------- | ----- | ---------------- | ----------------- | --------------- | ----------------- | ------------------------------------------------------------------------------- | --------- | ----------------------- | --------------------------- |
| Nr. 16    | 3     | 29. Oktober 1899 | 13 340            | 7 773           | 58,3 %            | Vital Schwander sr. Josef Anton Ferdinand Büeler Nikolaus Benziger A. Steinauer | KK KK FDP | 6 249 6 248 4 347 3 095 | 82,0 % 82,0 % 57,0 % 40,6 % |

### Kanton Solothurn (4 Sitze)
| Wahlkreis | Sitze | Datum            | Wahlbe- rechtigte | Anzahl Wählende | Wahlbe- teiligung | Gewählte und Nichtgewählte                                                | Partei        | Stimmen                            | Anteil                             |
| --------- | ----- | ---------------- | ----------------- | --------------- | ----------------- | ------------------------------------------------------------------------- | ------------- | ---------------------------------- | ---------------------------------- |
| Nr. 24    | 4     | 29. Oktober 1899 | 22 802            | 11 363          | 49,8 %            | Wilhelm Vigier Franz Josef Hänggi Albert Brosi Josef Gisi Wilhelm Fürholz | FDP KK FDP SP | 10 119 10 089 09 916 08 220 02 800 | 91,4 % 91,1 % 89,6 % 74,3 % 25,3 % |

### Kanton St. Gallen (11 Sitze)
| Wahlkreis | Sitze | Datum            | Wahlbe- rechtigte | Anzahl Wählende | Wahlbe- teiligung | Gewählte und Nichtgewählte                                   | Partei     | Stimmen           | Anteil               |
| --------- | ----- | ---------------- | ----------------- | --------------- | ----------------- | ------------------------------------------------------------ | ---------- | ----------------- | -------------------- |
| Nr. 30    | 2     | 29. Oktober 1899 | 8 626             | 6 603           | 76,6 %            | Karl Emil Wild J. A. Scherrer-Füllemann                      | FDP DL     | 4 845 4 676       | 90,6 % 87,5 %        |
| Nr. 31    | 2     | 29. Oktober 1899 | 11 275            | 9 097           | 80,7 %            | Johann Gebhard Lutz Johann Jakob Gächter Johann Caspar Glinz | KK KK FDP  | 7 835 4 433 3 892 | 91,4 % 51,7 % 45,4 % |
| Nr. 32    | 2     | 29. Oktober 1899 | 9 942             | 7 406           | 74,5 %            | Johann Baptist Schubiger Ferdinand Hidber Fridolin Simon     | KK KK FDP  | 6 466 4 423 2 247 | 93,2 % 63,7 % 32,4 % |
| Nr. 33    | 3     | 29. Oktober 1899 | 14 510            | 11 015          | 75,9 %            | Johann Georg Berlinger Carl Theodor Curti Carl Hilty         | FDP DL FDP | 8 810 8 783 8 673 | 93,6 % 93,3 % 92,1 % |
| Nr. 34    | 2     | 29. Oktober 1899 | 9 554             | 7 491           | 78,4 %            | Johann Joseph Keel Othmar Staub                              | KK KK      | 5 913 5 884       | 92,9 % 92,5 %        |

### Kanton Tessin (6 Sitze)
| Wahlkreis | Sitze | Datum                           | Wahlbe- rechtigte | Anzahl Wählende | Wahlbe- teiligung | Gewählte und Nichtgewählte                                                | Partei    | Stimmen                       | Anteil                             |
| --------- | ----- | ------------------------------- | ----------------- | --------------- | ----------------- | ------------------------------------------------------------------------- | --------- | ----------------------------- | ---------------------------------- |
| Nr. 43    | 2     | 29. Oktober 1899                | 11 171            | 3 189           | 28,5 %            | Romeo Manzoni Achille Borella                                             | FDP FDP   | 2 921 2 915                   | 94,5 % 94,3 %                      |
| Nr. 44    | 4     | 29. Oktober 1899                | 27 153            | 9 932           | 36,5 %            | Giovanni Lurati Giuseppe Motta Filippo Rusconi Alfredo Pioda Cesare Bolla | KK KK FDP | 5 409 5 302 4 321 3 665 3 432 | 55,5 % 54,4 % 44,3 % 37,6 % 35,2 % |
| Nr. 44    | 4     | 29. November 1899 (2. Wahlgang) | 27 183            | 5 750           | 21,2 %            | Filippo Rusconi Alfredo Pioda                                             | FDP FDP   | 5 140 4 914                   | 93,2 % 89,1 %                      |

### Kanton Thurgau (5 Sitze)
| Wahlkreis | Sitze | Datum            | Wahlbe- rechtigte | Anzahl Wählende | Wahlbe- teiligung | Gewählte und Nichtgewählte                                                                                         | Partei               | Stimmen                                          | Anteil                                           |
| --------- | ----- | ---------------- | ----------------- | --------------- | ----------------- | --- | -------------------- | ------------------------------------------------ | ------------------------------------------------ |
| Nr. 42    | 5     | 29. Oktober 1899 | 25 324            | 19 082          | 75,3 %            | Johann Konrad Egloff jun. Karl Alfred Fehr Emil Hofmann Adolf Germann Carl Eigenmann Alfons von Streng Viktor Fehr | FDP FDP DL FDP KK ER | 17 265 17 050 16 442 13 658 10 739 07 282 01 893 | 97,1 % 95,9 % 92,5 % 76,8 % 60,4 % 40,9 % 10,6 % |

### Kanton Uri (1 Sitz)
| Wahlkreis | Sitze | Datum            | Wahlbe- rechtigte | Anzahl Wählende | Wahlbe- teiligung | Gewählte und Nichtgewählte | Partei | Stimmen | Anteil |
| --------- | ----- | ---------------- | ----------------- | --------------- | ----------------- | -------------------------- | ------ | ------- | ------ |
| Nr. 15    | 1     | 29. Oktober 1899 | 4 625             | 1 947           | 42,1 %            | Franz Schmid               | KK     | 1 623   | 90,2 % |

### Kanton Waadt (12 Sitze)
| Wahlkreis | Sitze | Datum            | Wahlbe- rechtigte | Anzahl Wählende | Wahlbe- teiligung | Gewählte und Nichtgewählte                                                                       | Partei            | Stimmen                             | Anteil                                    |
| --------- | ----- | ---------------- | ----------------- | --------------- | ----------------- | ------------------------------------------------------------------------------------------------ | ----------------- | ----------------------------------- | ----------------------------------------- |
| Nr. 45    | 5     | 29. Oktober 1899 | 28 786            | 13 706          | 47,6 %            | Charles-Eugène Fonjallaz Émile Gaudard Alois de Meuron Édouard Secretan Isaac Oyex Aloys Fauquez | FDP FDP LM FDP SP | 8 969 8 434 8 111 8 006 7 801 5 485 | 67,0 % 63,0 % 60,6 % 59,8 % 58,3 % 41,0 % |
| Nr. 46    | 4     | 29. Oktober 1899 | 21 288            | 7 571           | 35,6 %            | Jean Cavat Adolphe Jordan Émile Paillard Camille Decoppet                                        | FDP FDP           | 7 145 7 134 7 079 7 077             | 95,8 % 95,6 % 94,9 % 94,9 %               |
| Nr. 47    | 3     | 29. Oktober 1899 | 15 346            | 5 243           | 34,2 %            | Adrien Thélin Juste Lagier Louis-Charles Delarageaz                                              | FDP FDP LM        | 5 041 5 035 5 030                   | 96,9 % 96,8 % 96,7 %                      |

### Kanton Wallis (5 Sitze)
| Wahlkreis | Sitze | Datum            | Wahlbe- rechtigte | Anzahl Wählende | Wahlbe- teiligung | Gewählte und Nichtgewählte   | Partei | Stimmen     | Anteil        |
| --------- | ----- | ---------------- | ----------------- | --------------- | ----------------- | ---------------------------- | ------ | ----------- | ------------- |
| Nr. 48    | 2     | 29. Oktober 1899 | 10 826            | 5 250           | 48,5 %            | Gustav Loretan Alfred Perrig | KK KK  | 5 137 4 917 | 97,9 % 93,7 % |
| Nr. 49    | 1     | 29. Oktober 1899 | 5 942             | 2 673           | 45,0 %            | Joseph Kuntschen sr.         | KK     | 2 635       | 98,7 %        |
| Nr. 50    | 2     | 29. Oktober 1899 | 11 520            | 4 274           | 37,1 %            | Henri Bioley Camille Défayes | KK FDP | 3 759 3 565 | 88,5 % 84,0 % |

### Kanton Zug (1 Sitz)
| Wahlkreis | Sitze | Datum            | Wahlbe- rechtigte | Anzahl Wählende | Wahlbe- teiligung | Gewählte und Nichtgewählte    | Partei | Stimmen     | Anteil        |
| --------- | ----- | ---------------- | ----------------- | --------------- | ----------------- | ----------------------------- | ------ | ----------- | ------------- |
| Nr. 20    | 1     | 29. Oktober 1899 | 6 214             | 4 608           | 74,2 %            | Klemens Iten Placidus Steiner | FDP KK | 2 385 2 135 | 52,7 % 47,2 % |

### Kanton Zürich (17 Sitze)
| Wahlkreis | Sitze | Datum            | Wahlbe- rechtigte | Anzahl Wählende | Wahlbe- teiligung | Gewählte und Nichtgewählte | Partei          | Stimmen                                                                      | Anteil                                                                       |
| --------- | ----- | ---------------- | ----------------- | --------------- | ----------------- | --- | --------------- | ---------------------------------------------------------------------------- | ---------------------------------------------------------------------------- |
| Nr. 1     | 6     | 29. Oktober 1899 | 39 269            | 20 898          | 53,2 %            | Jakob Vogelsanger Hans Konrad Pestalozzi Conrad Cramer-Frey Jakob Amsler Emil Zürcher Ulrich Meister jr. Herman Greulich Otto Lang Friedrich Erismann Robert Seidel Moritz Fähndrich | SP LM DL FDP SP | 18 524 12 296 12 261 11 625 11 444 11 369 08 767 08 627 08 130 08 004 07 673 | 88,6 % 58,8 % 58,6 % 55,6 % 54,7 % 54,4 % 41,9 % 41,2 % 38,9 % 38,3 % 36,7 % |
| Nr. 2     | 4     | 29. Oktober 1899 | 22 294            | 10 372          | 46,5 %            | Johann Jakob Abegg Heinrich Hess Heinrich Berchtold Johann Rudolf Amsler Otto Lang                                                                                                   | LM DL LM SP     | 08 832 08 742 08 604 07 712 02 728                                           | 85,1 % 84,2 % 82,9 % 74,3 % 26,3 %                                           |
| Nr. 3     | 4     | 29. Oktober 1899 | 22 701            | 11 998          | 52,9 %            | Albert Kündig Rudolf Geilinger Emil Stadler sr. Ludwig Forrer Albert Schmid Heinrich Scherrer Hans Mettier                                                                           | DL DL FDP DL SP | 11 074 09 540 08 993 08 912 02 516 02 443 02 375                             | 92,2 % 79,5 % 74,9 % 74,2 % 20,9 % 20,3 % 19,7 %                             |
| Nr. 4     | 3     | 29. Oktober 1899 | 12 720            | 6 397           | 50,3 %            | Heinrich Steinemann Heinrich Kern Konrad Hörni Heinrich Hablützel | LM FDP DL LM    | 06 051 06 008 03 510 02 421                                                  | 94,5 % 93,9 % 54,8 % 37,8 %                                                  |

## Ersatzwahlen bis 1902
Aufgrund von Vakanzen während der darauf folgenden 18. Legislaturperiode fanden in 17 Wahlkreisen 20 Ersatzwahlen statt.
| Wahlkreis / Kanton | Ersatz für                | Datum             | Wahlbe- rechtigte | Anzahl Wählende | Wahlbe- teiligung | Gewählte und Nichtgewählte                | Partei    | Stimmen       | Anteil        |
| ------------------ | ------------------------- | ----------------- | ----------------- | --------------- | ----------------- | ----------------------------------------- | --------- | ------------- | ------------- |
| Nr. 1 (ZH)         | Conrad Cramer-Frey        | 28. Januar 1900   | 39 352            | 23 671          | 60,2 %            | Alfred Frey Herman Greulich               | FDP SP    | 15 207 08 312 | 64,2 % 35,1 % |
| Nr. 3 (ZH)         | Ludwig Forrer             | 4. November 1900  | 22 916            | 14 651          | 63,9 %            | Eduard Sulzer Samuel Werner               | FDP SP    | 09 241 05 311 | 63,1 % 36,3 % |
| Nr. 4 (ZH)         | Heinrich Steinemann       | 16. März 1902     | 12 874            | 8 647           | 67,2 %            | Heinrich Hauser Jakob Schüepp             | DL SP     | 04 547 03 442 | 52,6 % 39,8 % |
| Nr. 10 (BE)        | Joseph Stockmar           | 22. Juni 1902     | 10 836            | 03 789          | 35,0 %            | Louis Joliat                              | FDP       | 03 668        | 96,8 %        |
| Nr. 11 (BE)        | Casimir Folletête         | 20. Januar 1901   | 10 640            | 4 087           | 38,4 %            | Joseph Choquard                           | KK        | 03 976        | 97,3 %        |
| Nr. 12 (LU)        | Friedrich Degen           | 1. September 1900 | 13 030            | 2 095           | 16,1 %            | Franz Bucher                              | FDP       | 01 956        | 93,4 %        |
| Nr. 21 (FR)        | Henri Gaspard de Schaller | 21. Juli 1900     | 9 144             | 2 338           | 25,6 %            | Louis de Diesbach Dossenbach              | LM unabh. | 01 797 00 348 | 76,9 % 14,9 % |
| Nr. 24 (SO)        | Josef Gisi                | 4. Mai 1902       | 22 861            | 5 986           | 26,2 %            | Jakob Zimmermann                          | FDP       | 05 761        | 96,2 %        |
| Nr. 25 (BS)        | Eugen Wullschleger        | 24. August 1902   | 18 615            | 6 284           | 33,8 %            | Paul Speiser Otto Zoller                  | LM FDP    | 03 480 02 593 | 56,8 % 42,3 % |
| Nr. 27 (SH)        | Wilhelm Joos              | 2. Dezember 1900  | 8 677             | 7 733           | 89,1 %            | Carl Spahn Emil Frauenfelder              | FDP FDP   | 04 276 00 770 | 55,3 % 10,0 % |
| Nr. 33 (SG)        | Johann Georg Berlinger    | 4. November 1900  | 11 707            | 8 143           | 69,6 %            | Ernst Wagner                              | FDP       | 07 065        | 86,8 %        |
| Nr. 38 (AG)        | Erwin Kurz                | 10. März 1901     | 11 481            | ca. 8 500       | 74,0 %            | Johann Rudolf Suter Johann Oskar Schibler | FDP FDP   | 04 500 03 938 | 52,9 % 46,3 % |
| Nr. 41 (AG)        | Albert Ursprung           | 31. August 1902   | 15 594            | 11 274          | 72,3 %            | Franz Xaver Eggspühler Wilhelm Renold     | KK FDP    | 06 000 05 274 | 53,2 % 46,8 % |
| Nr. 46 (VD)        | Adolphe Jordan            | 8. Juli 1900      | 21 629            | 11 686          | 54,0 %            | Ernest Rubattel Victor Freymond           | FDP LM    | 07 367 04 256 | 63,0 % 36,6 % |
| Nr. 46 (VD)        | Émile Paillard            | 25. Mai 1902      | 22 142            | 7 162           | 32,3 %            | Jules Roulet                              | FDP       | 06 886        | 96,2 %        |
| Nr. 47 (VD)        | Adrien Thélin             | 4. März 1900      | 15 207            | 4 401           | 28,9 %            | Henri Thélin                              | FDP       | 04 200        | 95,4 %        |
| Nr. 51 (NE)        | Robert Comtesse           | 11. Februar 1900  | 28 526            | 3 900           | 13,7 %            | Paul-Ernest Mosimann                      | FDP       | 03 700        | 94,9 %        |
| Nr. 51 (NE)        | Alfred Jeanhenry          | 17. Juni 1902     | ca. 28 800        | 9 346           | 32,5 %            | David Perret Eugène Borel                 | FDP FDP   | 04 700 04 573 | 50,3 % 48,9 % |
| Nr. 52 (GE)        | Gustave Ador              | 16. März 1902     | 24 577            | 4 045           | 16,5 %            | Édouard Odier                             | LM        | 03 937        | 97,3 %        |
| Nr. 52 (GE)        | Georges Favon             | 8. Juni 1902      | 24 296            | 4 236           | 17,4 %            | Henri Fazy                                | FDP       | 04 188        | 98,9 %        |

## Quelle
- Erich Gruner: Die Wahlen in den Schweizerischen Nationalrat 1848–1919. Band 3. Francke Verlag, Bern 1978, ISBN 3-7720-1445-3, S. 249–259.